# Quinchamalium brevistaminatum
Quinchamalium brevistaminatum är en tvåhjärtbladig växtart som beskrevs av Pilger. Quinchamalium brevistaminatum ingår i släktet Quinchamalium och familjen Schoepfiaceae. Inga underarter finns listade i Catalogue of Life.